# 花斑劍尾魚
花斑劍尾魚（Xiphophorus maculatus），又名斑尾劍尾魚，是一种属于花鱂科剑尾鱼属的淡水鱼，牠們是一類可以不經過產卵而直接生产小鱼的鱼类，原产于北美洲和中美洲从墨西哥中部到伯利兹。

## 名稱
花斑劍尾魚在拉丁文上的种加词“maculatus”意为“有斑点、斑块、斑纹的”，而在中文中有大量俗稱，例如滿魚、紅月光、新月魚、紅太陽、紅球、小紅豆、紅茶壺等。

## 生態
這種魚它与剑尾鱼在生物學上非常接近，两种鱼甚至可以互相交配生子，人工培养（與劍尾魚雜交後）的花斑劍尾有许多不同的颜色，常见的有红色和黄色，养鱼爱好者的鱼缸中常有花斑劍尾魚。
花斑劍尾最长可达6厘米，雌雄之间的差别很小。雄性的尾鳍略尖。野生剑鱼是黄褐色的，没有培养出来的剑鱼的横向的黑条，喜欢慢流的水，比如运河、池塘或温暖的泉水。它是一种杂食动物，既吃植物，也吃小的节肢动物、昆虫和蠕虫。作为观赏鱼，花斑劍尾是一种比较易养的鱼，它们喜欢水的pH值在7.0到8.0间，水的硬度在9.0到19.0间，水温在18到25摄氏度间。
在鱼缸里花斑劍尾在三到四周内性成熟，母鱼每次产40到50条小鱼。

## 圖集

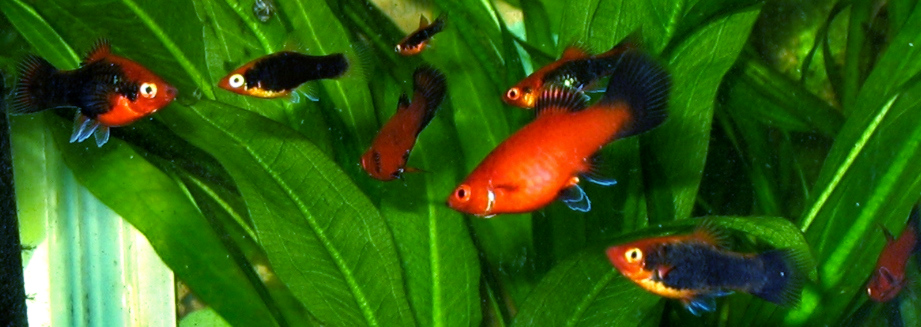
花斑劍尾有很多不同顏色的變種
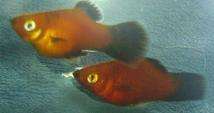
Wagtail Platies
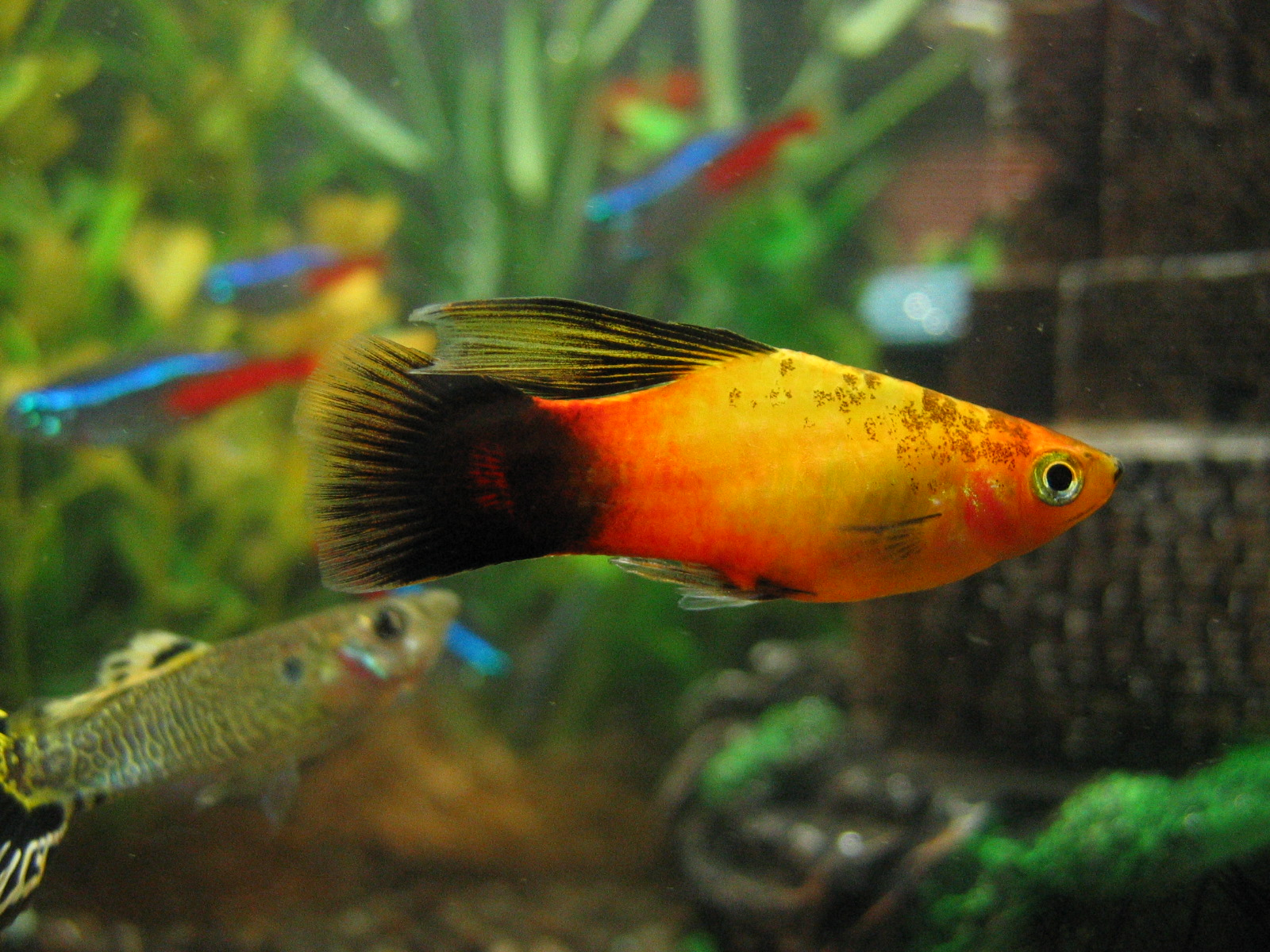
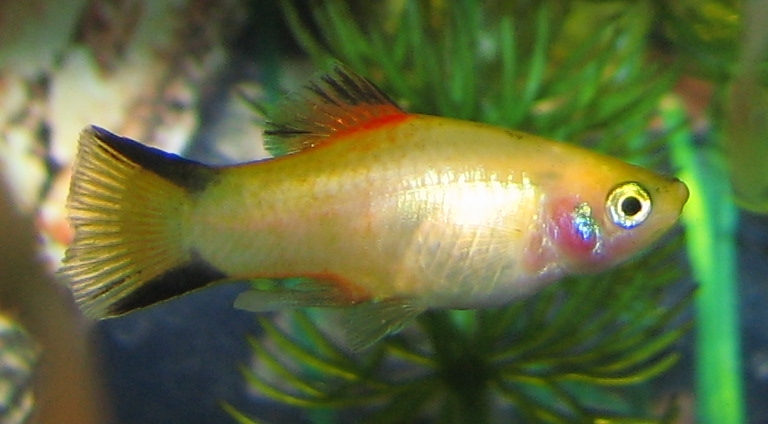
Gold Twin Bar Platy
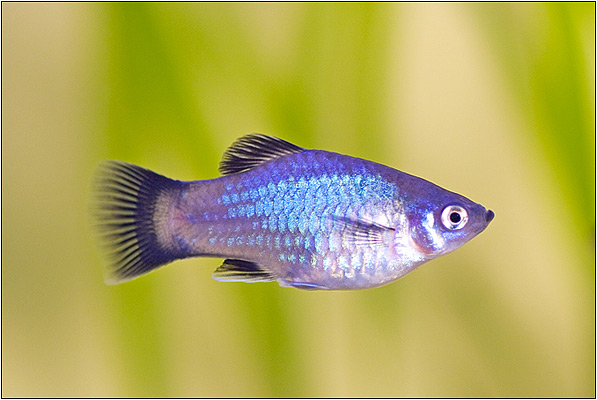
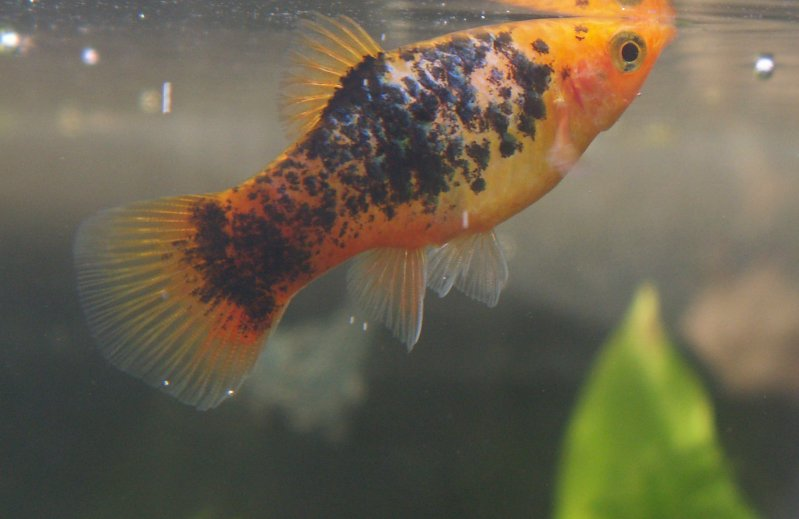
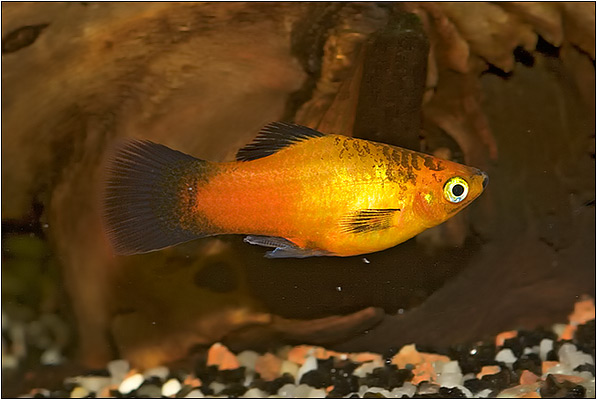
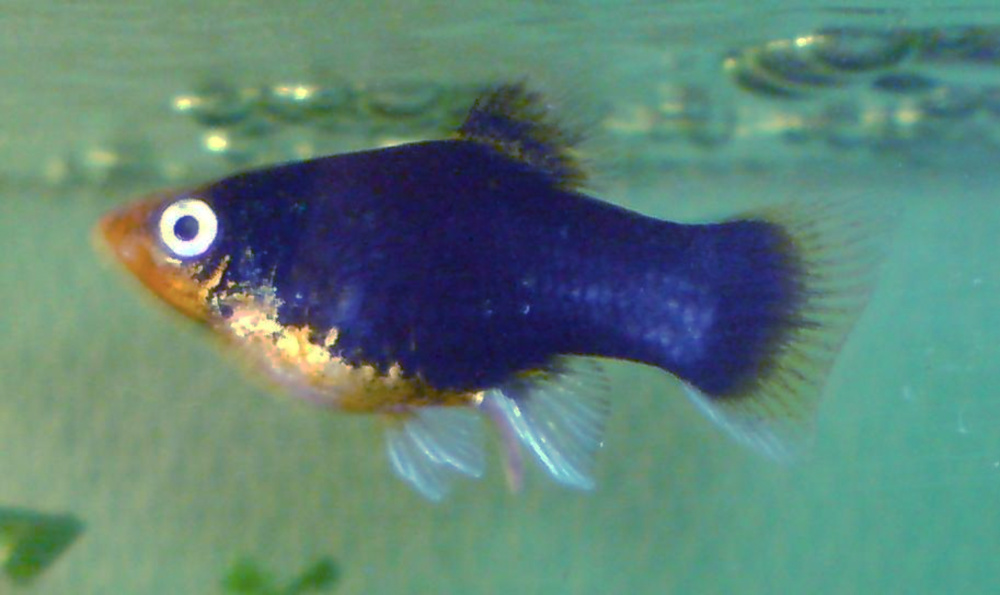